# Panizouje (sielsowiet Zadrouje)
Panizouje (biał. Панізоўе; ros. Понизовье, Ponizowje) – wieś na Białorusi, w obwodzie witebskim, w rejonie orszańskim, w sielsowiecie Zadrouje.